# Euxoa factoris
Euxoa factoris là một loài bướm đêm trong họ Noctuidae.